# Ribeira das Dez
A Ribeira das Dez é um curso de água português, localizado na freguesia açoriana de Santa Bárbara, concelho de Angra do Heroísmo, ilha Terceira, arquipélago dos Açores.
Este curso de água encontra-se geograficamente localizado dentro das coordenadas geográficas de Latitude 38° 42' 0 Norte de Longitude 27° 22' 0 Oeste, na parte Oeste da ilha Terceira e tem a sua origem a cerca de 800 metros de altitude, nos contrafortes do vulcão da Serra de Santa Bárbara, a maior formação geológica da ilha Terceira que se eleva a 1021 metros acima do nível do mar e faz parte de bacia hidrográfica gerada pela própria montanha.
Este curso de água precipita-se no Oceano Atlântico do cimo de uma falésia com mais de 100 metros.